# Frans Reyniers
Frans Reyniers (Hoboken, 23 augustus 1934 - Jette, 14 mei 2012) was een Belgisch politieman.
Nadat hij er de sectie groot banditisme had geleid, werd hij in 1987 benoemd als hoofd van de gerechtelijke politie te Brussel. Volgens Paul Belien beschouwden ondergeschikten hem als een vriend van wapenhandelaar Roger Boas. Hij werd geschorst in 1990 nadat hij in verdenking werd gesteld wegens schriftvervalsing in het kader van een BTW-carrousel waarin een informant betrokken was. Hij werd in 1999 veroordeeld tot een gevangenisstraf van drie jaar met uitstel, later teruggebracht tot tien maand. Paul Koeck schreef het boek Reyniers Superflik over hem. Na negen jaar schorsing ging hij in 1999 met pensioen en werd dan het hoofd van de beveiliging van het winkelcentrum City 2. In 2002 zei hij in een interview aan La Dernière Heure dat hij (in het boek over hem) de vier namen had gegeven van de schutters van de Bende van Nijvel. Hij stierf aan de gevolgen van een hartstilstand tijdens de narcose van een operatie.